# Scymnus kansanus
Scymnus kansanus är en skalbaggsart som beskrevs av Thomas Casey 1899. Scymnus kansanus ingår i släktet Scymnus och familjen nyckelpigor. Inga underarter finns listade i Catalogue of Life.